# Oorlogsmonument voor de Noren in Domburg
In Domburg in de Nederlandse provincie Zeeland staat een oorlogsmonument ter herinnering aan de in de Tweede Wereldoorlog gesneuvelde Noorse commando's van Nr 5 Troop/10 Inter Allied Commando en liasonofficieren van de 52e Divisie. Deze vielen tijdens de gevechten in Stord (Operatie Cartoon januari 1943), op Walcheren (Strijd om Walcheren, operatie Infatuate II, november 1944) en bij Kapelsche Veer (Operatie Horse, januari 1945)
Op de voorkant van het monument staat:
Til minne om de norske commandosoldatene i No. 5 Troop/10Cdo og liaisonoffiserene i 52nd Division som kjempet for å frigjøre Walcheren i november 1944
Ter nagedachtenis aan de Noorse commando's van No. 5 Troop/10Cdo en de liaisonofficieren van de 52nd Division die streden voor de bevrijding van Walcheren in november 1944
Op de achterkant van het monument staan de namen van de gesneuvelde Noren vermeld.
Het monument is gelegen aan de Boulevard van Schagen en werd op 4 mei 2005 door de Noorse ambassadeur Kåre Bryn onthuld.